# Bogliarka
Bogliarka (in ungherese Boglárka, in tedesco Zirle, in ruteno Bogliarka) è un comune della Slovacchia facente parte del distretto di Bardejov, nella regione di Prešov.

## Storia
Il villaggio viene citato per la prima volta nel 1454, come possedimento della Signoria di Hertník. Nel XVII secolo passò ai Rozgnoy e nel XIX secolo agli Anhalt.